# Villa Giulia (Rome)
Pour les articles homonymes, voir Villa Giulia.
La villa Giulia est un palais de Rome. Elle tire son nom de son commanditaire, le pape Jules III (1550-1555), qui la fait bâtir entre 1551 et 1553 sur les terres familiales du mont Valentino (actuel quartier Parioli). L'édifice abrite aujourd'hui le musée national étrusque de la villa Giulia.

## Histoire
Vasari revendique la paternité des plans qui, toujours selon lui, sont ensuite révisés par Michel-Ange, puis parachevés d'une part par Vignola, pour les bâtiments, et d'autre part par Ammannati et Vasari, assistés de Pietro Venale da Imola, Prospero Fontana et Taddeo Zuccari, pour la décoration. Les plans originaux subissent plusieurs modifications suivant ce que Vasari appelle les « caprices » du pape. Cette villa constitue une expérience formatrice pour Vasari dont les réflexions sur les principes de l'architecture classique ultérieurement présentés dans l'ouvrage Règle des cinq ordres d'architecture ont été élaborées à partir des expérimentations menées à la villa Giulia.
La villa Giulia est organisée selon l'axe de la vallée dans laquelle elle est bâtie. Destinée à l'agrément, elle se caractérise par une grande cour en hémicycle, des loggias, un nymphée décoré de mosaïques romaines, des rocailles et une décoration à fresque typique de la seconde moitié du XVIe siècle. Elle est desservie par une route spécialement creusée (l'actuelle Via di Villa Giulia), qui relie la Via Flaminia au Tibre.
Elle fait l'objet de nouveaux aménagements au XVIIIe  puis au  XIXe siècle, alors qu'elle abrite une école vétérinaire. Enfin, elle subit des modifications de grande envergure lorsqu'elle entre en la possession de l'État italien, qui la transforme en musée : le musée national étrusque de la villa Giulia.

Vues
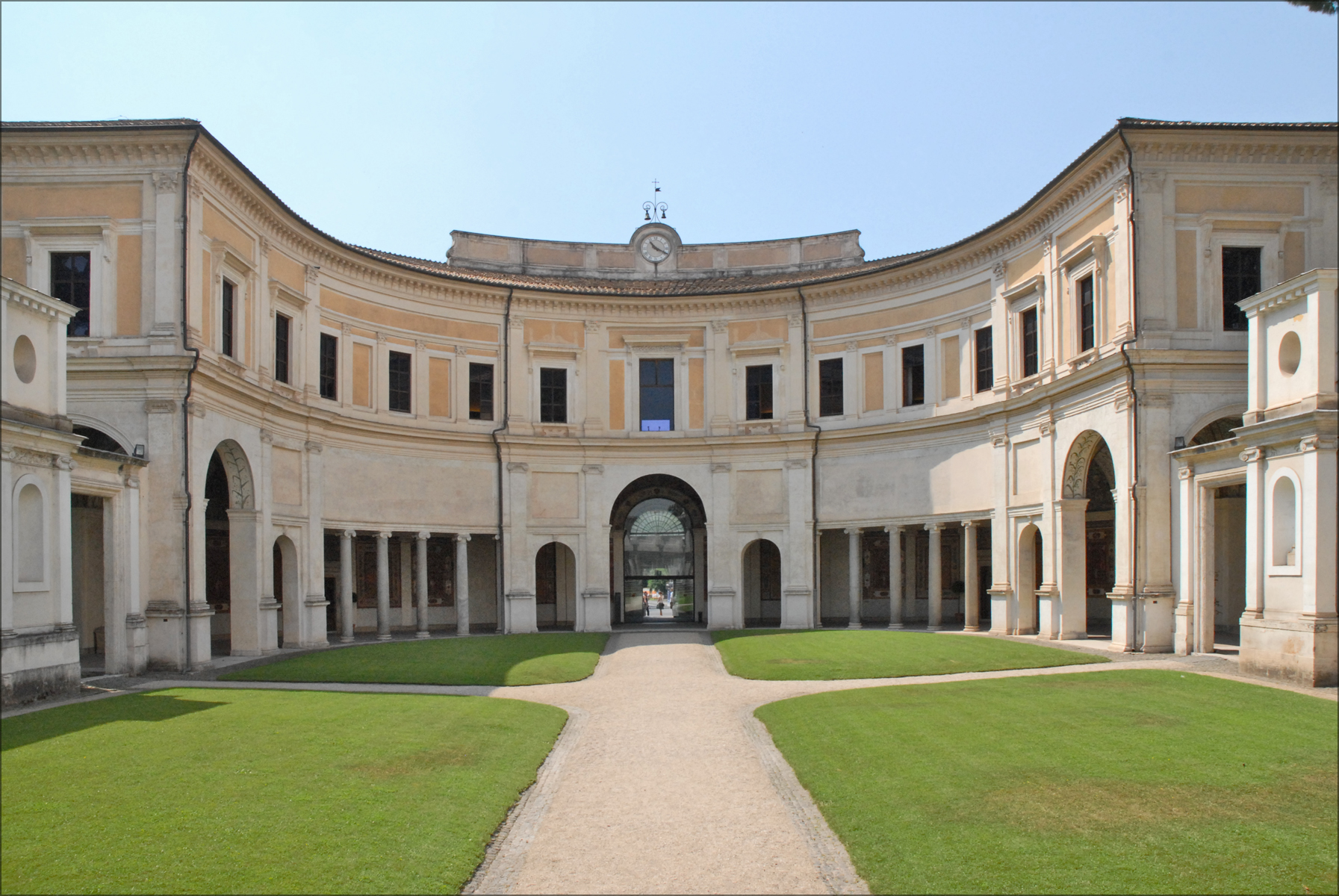
Cour d'entrée.
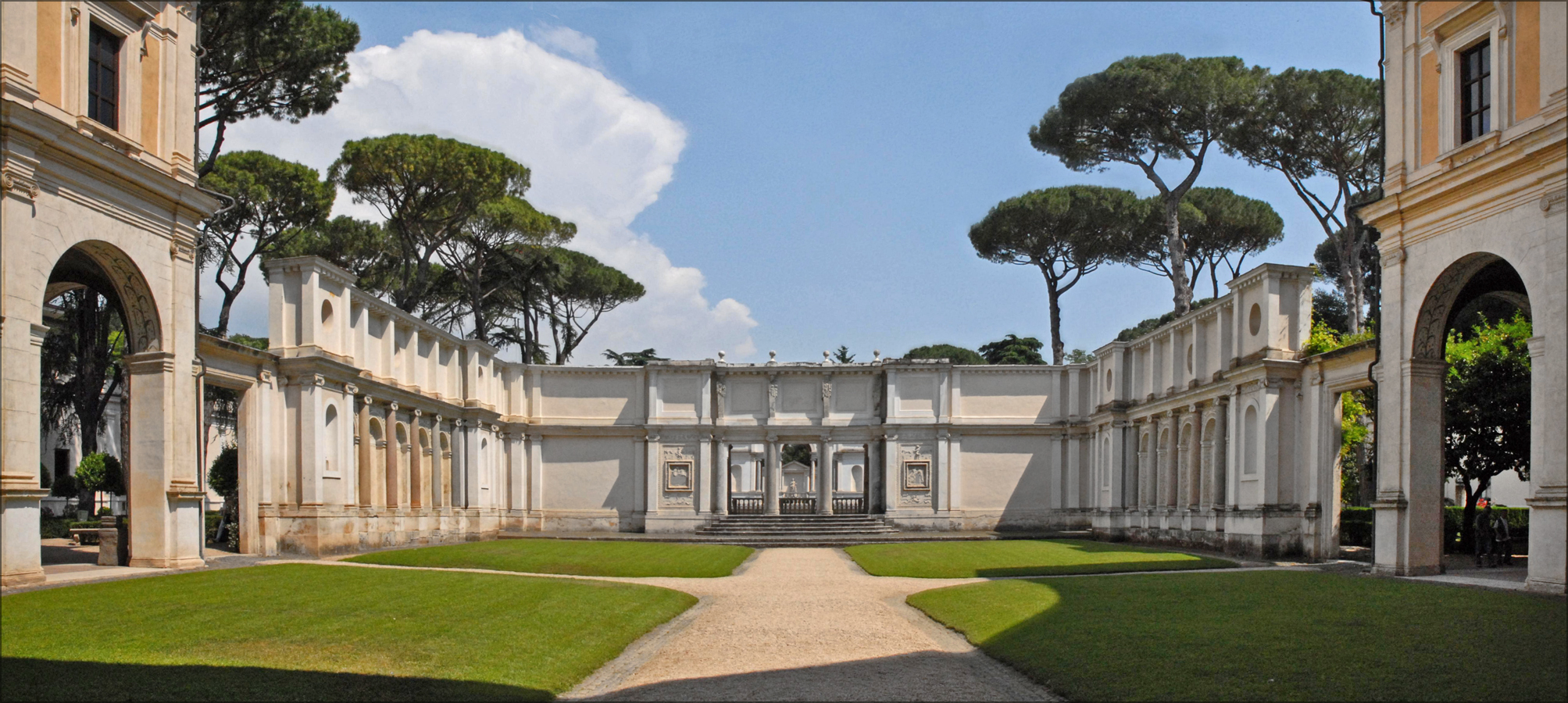
Première cour.
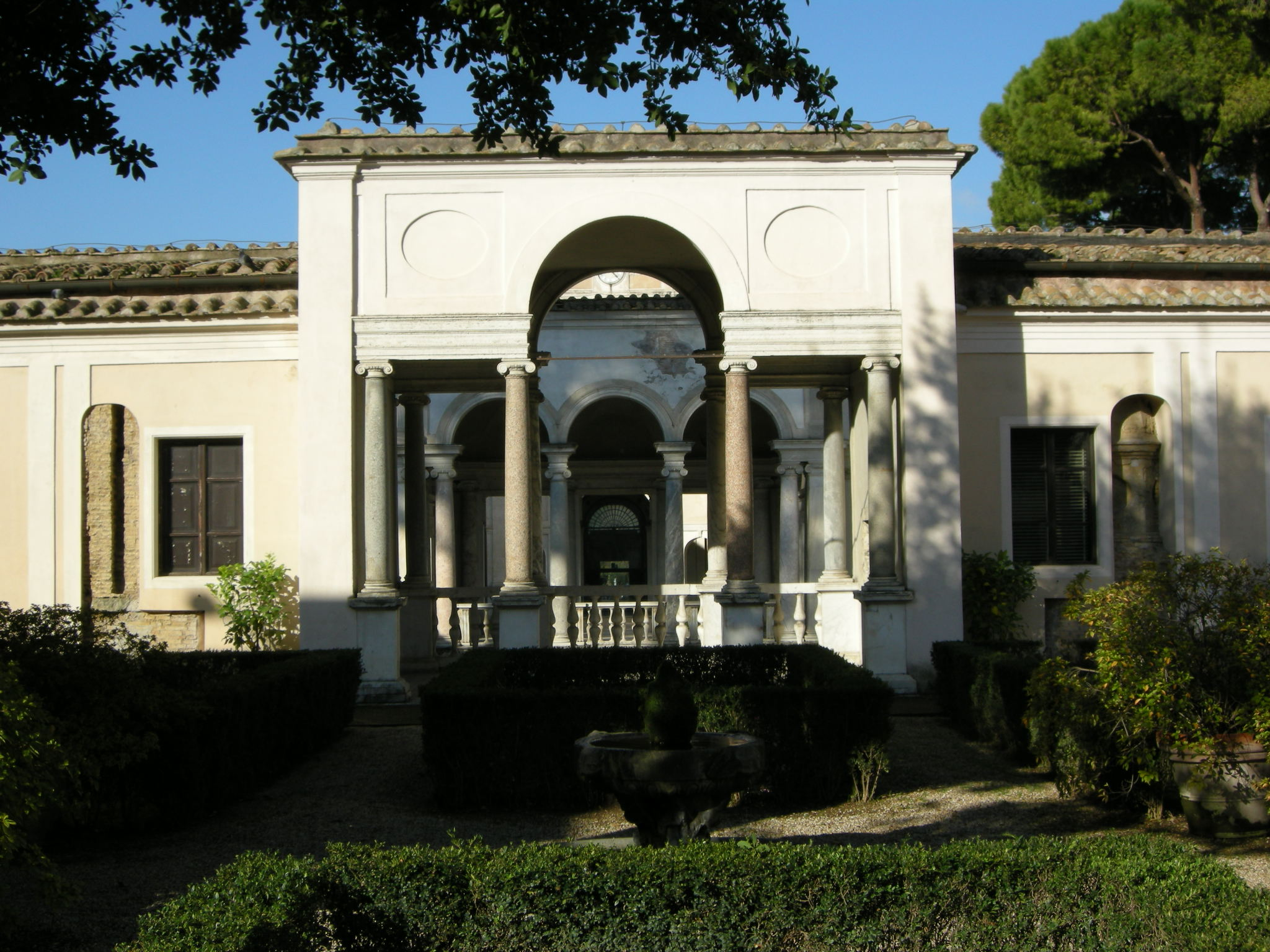
Portique.
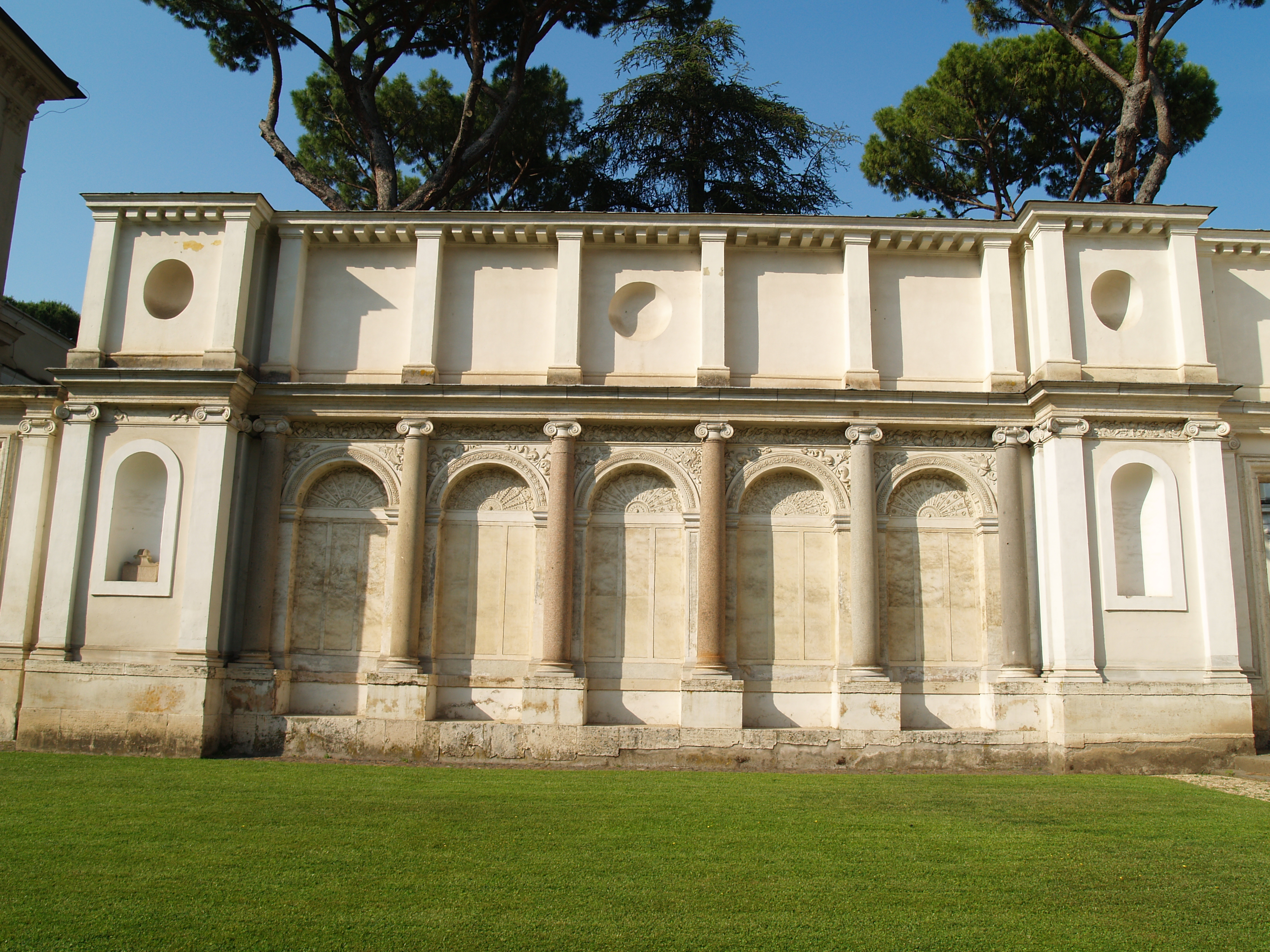
Patio latéral.
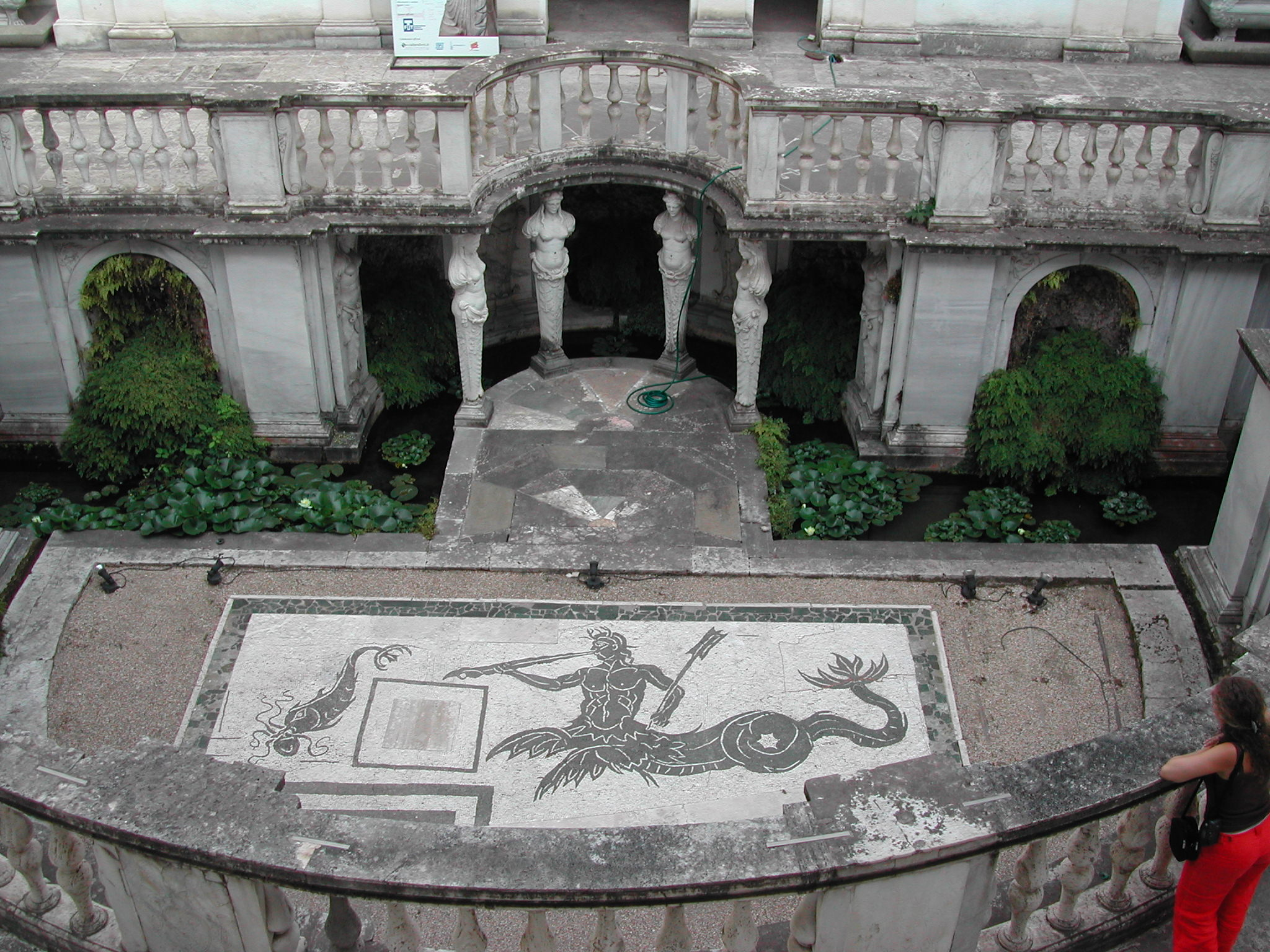
Nymphée, dessiné par Ammannati.

### Source
- Cet article est partiellement ou en totalité issu de l'article intitulé « Musée national étrusque de la villa Giulia » (voir la liste des auteurs).